# Співай 2
«Співай 2» (англ. Sing 2) — американський 3D комп'ютерно-анімаційний музично-комедійний фільм, знятий Гартом Дженнінгсом. Прем'єра стрічки відбулася 22 грудня 2021 року. Мультфільм розповідає про коалу Бастера, який організовує пісенний конкурс.

## Синопсис
Бастер Мун і його друзі повинні переконати рок-зірку-відлюдника Клея Келлоуея приєднатися до них на відкриття нового шоу.

## Озвучування
| Актор              | Роль                |
| ------------------ | ------------------- |
| Меттью Мак-Конагей | коала Бастер Мун    |
| Різ Візерспун      | свиня Розіта        |
| Скарлетт Йоганссон | їжатець Еш          |
| Тарон Еджертон     | горила Джонні       |
| Боббі Каннавале    | вовк Джиммі Крістал |
| Торі Келлі         | слоненя Міна        |
| Нік Кролл          | свин Гюнтер         |
| Фаррелл Вільямс    | слон Альфонсо       |
| Halsey             | вовк Порш Крістал   |
| Челсі Перетті      | пес Сукі            |
| Летиція Райт       | рись Нуші           |
| Ерік Андре         | як Даріус           |
| Гарт Дженнінгс     | ігуана Міс Трухля   |
| Нік Офферман       | свин Норман         |
| Боно               | лев Клей Каллоуей   |

Також з камео з'явилися Вес Андерсон (прибиральник-довгоп'ят), Едгар Райт (водій-свин) та Кріс Рено (режисер-мавпа).

## Український дубляж
- Юрій Горбунов — Бастер Мун
- Інна Бєлікова — Розіта
- Ганна Добриднєва — Еш
- Руслан Драпалюк — Джоні
- Маргарита Мелешко — Міна
- Діана Глостер — Сукі
- Артем Мартинішин — Ґюнтер
- Олександр Ярема — Міс Трухля
- Валерія Дідковська — Порша
- Єлизавета Шафорост — Нуші
- Андрій Альохін — Клаус
- Дмитро Тварковський — Даріус
- Володимир Гурін — Альфонсо
- Борис Георгієвський — батько Джоні

## Виробництво
25 січня 2017 року Universal Pictures and Illumination оголосили про продовження свого мультфільму 2016 року «Співай». Сценарист і режисер Гарт Дженнінгс та продюсери Кріс Меледандрі та Джанет Хілі повертаються разом із Меттью Мак-Конагей, Різ Візерспун, Скарлетт Йоханссон, Тарон Еджертон, Ніком Кроллем та Торі Келлі.
У грудні 2020 р. Боббі Каннавейл, Летітія Райт, Ерік Андре, Челсі Перетті, давній співавтор Illumination Фаррелл Вільямс, Боно та Halsey були додані до голосового складу. Робота над фільмом змінилася через пандемію COVID-19, і була виконана дистанційно після тимчасового закриття Illumination Mac Guff.